# ناریسوو
ناریسوو (به چکی: Narysov) یک منطقهٔ مسکونی در جمهوری چک است که در ناحیه پریبرام واقع شده‌است.